# Куженерське міське поселення
Кужене́рське міське поселення (рос. Куженерское городское поселение) — муніципальне утворення у складі Куженерського району Марій Ел, Росія. Адміністративний центр — селище міського типу Куженер.

## Населення
Населення — 4928 осіб (2019, 5426 у 2010, 5961 у 2002).

## Склад
До складу поселення входять такі населені пункти:
| Населений пункт               | Населення, осіб (2002) | Населення, осіб (2010) |
| ----------------------------- | ---------------------- | ---------------------- |
| Великий Сабанер, присілок     | 5                      | 1                      |
| Колотки, присілок             | 2                      | 6                      |
| Куженер, селище міського типу | 5869                   | 5384                   |
| Сабер, присілок               | 85                     | 35                     |